# Evelyn Nesbit

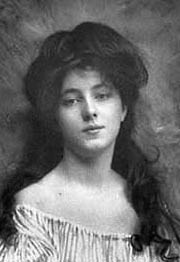
Evelyn Nesbit, fotografiert von Rudolf Eickemeyer, 1901

Evelyn Nesbit (* 25. Dezember 1884 in Tarentum, Pennsylvania, USA; † 17. Januar 1967 in Santa Monica, Kalifornien, USA) war ein US-amerikanisches Modell und Schauspielerin. Sie wurde durch ihre Verwicklung in den Mord an ihrem Ex-Geliebten, dem Architekten Stanford White, bekannt.

## Leben

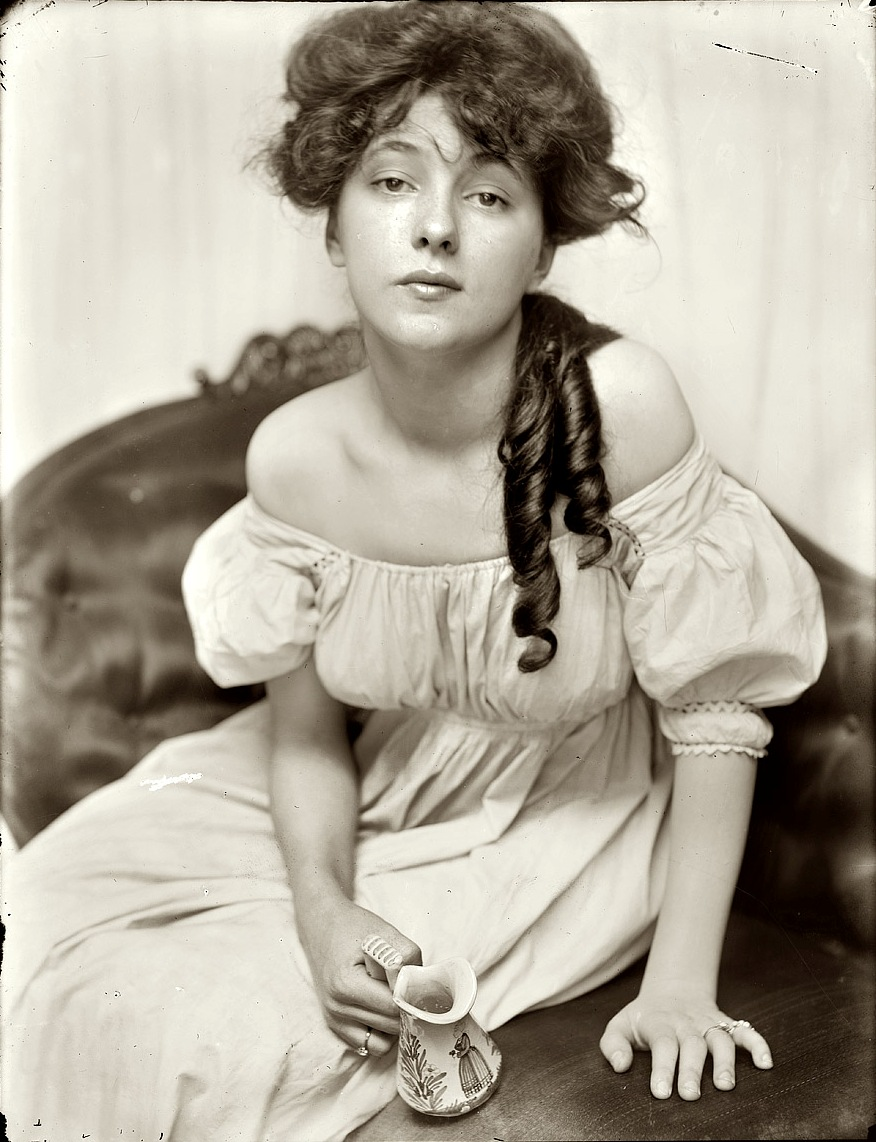
Evelyn Nesbit im Jahr 1903, fotografiert von Gertrude Käsebier.

### Kindheit und Jugend
Nesbit wurde als Florence Evelyn Nesbit geboren. 1893 verarmten Evelyn, ihre Mutter und ihr Bruder durch den Tod des Vaters, bis die Heranwachsende durch ihre Schönheit die Aufmerksamkeit lokaler Künstler auf sich zog. Das Modellsitzen wurde zur einzigen Einnahmequelle der Familie. 1901 reisten Evelyn und ihre Mutter nach New York, wo das Mädchen für den Maler Frederick Church, den Fotografen Rudolf Eickemeyer und den Illustrator Charles Dana Gibson Modell saß.

### Stanford White
Evelyn Nesbit schaffte es in die Tänzerriege der Broadway-Show Florodora, wo die 16-Jährige dem erfolgreichen Architekten Stanford White auffiel, der zu diesem Zeitpunkt 47 Jahre alt war. White war verheiratet und umgab sich gerne mit sehr jungen Mädchen. In Whites Apartment im von ihm entworfenen Madison Square Garden befanden sich eine Unmenge von Spiegeln für jeden denkbaren Blickwinkel sowie eine rote Samtschaukel, in die sich Whites Gespielinnen setzen mussten. White vergewaltigte Nesbit und machte erotische Fotos von ihr, nachdem er sie (so Evelyn Nesbit) mit Champagner gefügig gemacht hatte.

### John Barrymore
White verließ Nesbit nach kurzer Zeit wegen anderer junger Mädchen, und sie fand einen neuen Verehrer in dem damals 22-jährigen Schauspieler John Barrymore, von dem sie schwanger wurde. Einen Heiratsantrag von ihm lehnte sie jedoch ab, weil sie sich noch emotional an Stanford White gebunden fühlte und ihre Mutter Barrymore nicht als finanziell attraktiv genug für ihre Tochter betrachtete. White schaltete sich ein und brachte Nesbit in einem Internat in New Jersey unter (geleitet von der Mutter des Regisseurs Cecil B. DeMille). Dort hatte Evelyn Nesbit einen Schwangerschaftsabbruch, der als Blinddarmoperation getarnt wurde.

### Harry Kendall Thaw

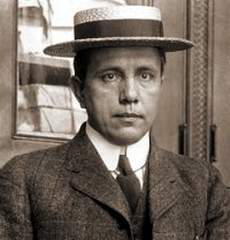
Harry Kendall Thaw (1905)

Der nächste Mann in Nesbits Leben war Harry Kendall Thaw, der Sohn eines Kohlen- und Straßenbaumagnaten. Der cholerische Thaw war extrem eifersüchtig auf Nesbits frühere Verehrer und trug stets eine Pistole bei sich, um seinen „Besitz verteidigen“ zu können. Er ließ sich von Nesbit alle Details ihrer Beziehung mit Stanford White berichten, den er nur „das Tier“ nannte. Thaw war abhängig von Kokain und ein sexueller Sadist, der Frauen, auch Nesbit, auspeitschte. Dennoch heirateten die beiden im Jahre 1905. 1910 brachte Nesbit einen Sohn zur Welt, Russell William Thaw († 1984), der im Zweiten Weltkrieg Berühmtheit als Pilot erlangte und als Kind an der Seite seiner Mutter in einigen Filmen mitspielte. Die Identität seines Vaters ist unbekannt, Harry Thaw befand sich zum Zeitpunkt von Zeugung und Geburt Russells in Haft. Nesbit beharrte aber zeitlebens darauf, dass Thaw der Vater des Jungen sei, Thaw selbst stritt es ab.

### Der Mord an Stanford White und die Gerichtsverhandlungen
Am 25. Juni 1906 waren sowohl Nesbit und Thaw als auch White im Publikum des Dachtheaters im Madison Square Garden. Mitten in der Aufführung von Mamzelle Champagne von Edgar Allan Woolf, während des Liedes I Could Love A Million Girls, feuerte Thaw mit den Worten „Du wirst diese Frau nie wieder sehen.“ aus nächster Nähe drei Schüsse direkt in Whites Gesicht. Er war sofort tot.
Es kam zu zwei Gerichtsverfahren. Im ersten Verfahren fand die Jury zu keinem einhelligen Urteil, im zweiten Verfahren (in dem Nesbit als Zeugin für ihren Mann auftrat) plädierte Thaw auf zeitweilige Unzurechnungsfähigkeit. Thaws Mutter hatte Nesbit eine diskrete Scheidung und eine Million Dollar versprochen, wenn sie bezeugen würde, dass White sie vergewaltigt und Harry Thaw nur versucht habe, ihre Ehre wiederherzustellen. Nesbit bekam die Scheidung, aber das Geld sah sie niemals. Zudem blockierte Thaws Mutter alle Geldflüsse an sie.
Thaw saß seine Strafe im Matteawan State Hospital for the Criminally Insane in Beacon (New York) ab, genoss dabei aber größtmögliche Freiheit. 1913 spazierte er buchstäblich aus der Anstalt heraus und floh nach Québec. Er wurde an die USA ausgeliefert, aber schon 1915 als vollständig geheilt entlassen. Er genoss das Ansehen eines Volkshelden, der die Entehrung eines unschuldigen Mädchens gerächt hatte. Seine erste Handlung in Freiheit war die Scheidung von Nesbit.

### Nesbits spätere Jahre
In den Jahren nach dem zweiten Prozess war Nesbits Karriere als Vaudeville-Darstellerin und Stummfilmschauspielerin nur mäßig erfolgreich. Dabei spielte sie mehrfach Frauen von zweifelhafter Reputation. 1916 heiratete sie ihren Tanzpartner Jack Clifford, 1918 trennten sich die beiden wieder (die Scheidung folgte erst 1933).
Evelyn Nesbit wurde von Alkohol und Morphin abhängig und verübte mehrere Selbstmordversuche. 1926 gab die arbeitslose Nesbit der New York Times ein Interview, in dem sie sagte, sie hätte sich mit Thaw versöhnt. Allerdings kam es nie zu einer Wiederaufnahme ihrer Beziehung. Harry Thaw starb am 22. Februar 1947 in Miami an einem Herzinfarkt und hinterließ Evelyn von seinem Millionenvermögen nur 10.000 Dollar.
Nesbit arbeitete später zeitweilig als Keramiklehrerin. An der Verfilmung ihres Lebens in Das Mädchen auf der Samtschaukel (The Girl in the Red Velvet Swing, 1955) wirkte sie als Beraterin mit und wurde in diesem Film von Joan Collins dargestellt. Evelyn Nesbit starb 1967 im Alter von 82 Jahren. Sie wurde auf dem Friedhof „Holy Cross Cemetery“ in Culver City, Kalifornien begraben.

## Angelehnte literarische Figuren
Die Autorin Lucy Maud Montgomery benutzte 1906 ein Foto von Evelyn Nesbit als optische Vorlage für die Beschreibung ihrer Romanheldin Anne in den „Anne of Green Gables“-Romanen.
E. L. Doctorow verwendete Evelyn Nesbits Geschichte in seinem Roman Ragtime, der 1981 von Miloš Forman verfilmt wurde. In dem gleichnamigen Film wird Nesbit von Elizabeth McGovern gespielt.

## Filmographie
- 1914: Threads of Destiny
- 1916: A Lucky Leap
- 1917: Redemption
- 1918: Her Mistake
- 1918: The Woman Who Gave
- 1918: I Want To Forget
- 1919: Woman, Woman!
- 1919: Thou Shalt Not
- 1919: A Fallen Idol
- 1919: My Little Sister
- 1922: Hidden Woman